# Кентобе (баритовий рудник)
Кентобе (баритовий рудник) — підприємство рудної промисловості в Улитауській області Казахстану.
Родовище баритових руд ввели в експлуатацію у 1979 році. Його розробка ведеться відкритим способом і станом на кінець 2010-х глибина кар'єру становила лише 12 метрів. При цьому з 2012 по 2019 роки фактичний видобуток зріс від 0 до 181 тисячі тонн руди. Видобута руда перевозиться на розташовану за 35 км у селищі Каражал збагачувальну фабрику.
На початку 2020-х анонсували проєкт продовження розробки до 2037 року з поглибленням кар'єру до 162 метрів. У випадку реалізації цього плану середньорічний видобуток планується на рівні у 200—240 тисяч тонн.
Розробку родовища з 2013 року веде ТОВ «Орда Group».
Можливо також відзначити, що в Карагандинській області діє залізорудний рудник Кентобе.